# Avon (Australie-Occidentale)
Pour les articles homonymes, voir Avon (rivière).
L'Avon est une rivière d'Australie-Occidentale et un affluent de la Swan.

## Géographie
L'Avon prend sa source près de Pingelly et a un parcours de 280 kilomètres. L'Avon a un débit très variable et est très souvent à sec dans sa partie orientale. Elle se jette dans la Swan près de Perth.
Son bassin versant couvre une superficie de 145 000 km2.